# Grafenau (Bavorsko)
Grafenau (zastarale česky Grafenov) je město v německé spolkové zemi Bavorsko, v zemském okrese Freyung-Grafenau ve vládním obvodu Dolní Bavorsko. K roku 2023 zde žilo 8229 obyvatel.
Sídlí zde správa Národního parku Bavorský les. Nachází se zde koncová stanice železniční tratě Zwiesel - Grafenau.

## Historie
Přesná doba vzniku osídlení v místě pozdějšího města není známa, v roce 1005 patřilo k panství Bärnstein v majetku Frombacherů. V roce 1356 tudy Henzlin Bader pověřený císařem Karlem IV. vytyčil veřejnou cestu (strata publica) z Kašperských Hor do Pasova, jež se stala nejzápadnější větví Zlaté stezky. V roce 1375 získal panství Bärnsteinu včetně Grafenau lankrabě Johann I. z Leuchtenberka, příznivec Karla IV. V roce 1376 bylo Grafenau císařem Karlem IV. povýšeno na město (nejstarší v Bavorském lese) a bylo mu uděleno právo postavit městské hradby a právo obchodu se solí do Čech. Opevněné město se tak stalo hlavním opěrným bodem střežícím bezpečnost tohoto úseku Zlaté stezky. V roce 1417 panství získal hrabě Etzel z Ortenburgu a v roce 1438 připadlo rodu Wittelsbachů.

## Části obce
- Neudorf
- Lichteneck
- Haus im Wald
- Großarmschlag
- Rosenau
- Schlag
- Elsenthal- Siedlung
- Gehmannsberg
- Grüb